# Byblis gigantea
Byblis gigantea es una especie de planta de flores perteneciente a la familia  Byblidaceae. Es endémica de Australia. 
Es una planta perenne que alcanza los 70 cm de altura, con flores con cinco pétalos de color violeta.

## Sinonimia
- Byblis lindleyana Planch. (1848)

## Fuente
- Conran, J.G., Lowrie, A. & Leach, G. 2000.  Byblis gigantea.   2006 IUCN Red List of Threatened Species.    Bajado el 20-08-07